# الجمعية السعودية لمساندة كبار السن
الجمعية السعودية لمساندة كبار السن (وقار)، هي جمعية خيرية غير ربحية تأسست في عام 1437هـ ومقرها الرئيسي في مدينة الرياض، وتسعى لمساندة كبار السن، ودعم حقوقهم، والمساعدة في رعايتهم ورفع مستوى الاهتمام بمكانتهم.

## الأهداف
تهدف الجمعية لتحقيق التكاملية بين القطاعات التي تخدم كبار السن في السعودية، وابتكار برامج ومبادرات تناسبهم، إضافة إلى المساهمة في تحسين نوع الخدمات المقدمة لهم، وكذلك تعزيز مكانة كبار السن في المجتمع وإبراز دورهم، ورفع نسبة الوعي بقضاياهم، كما تهدف إلى توظيف طاقات من المتطوعين لمساندتهم وخدمتهم، والعمل على دعم جهود الإثراء المعرفي في مجالات كبار السن.